# Papilio bianor
Papilio bianor – gatunek motyla z rodziny paziowatych (Papilionidae). Występuje w Japonii i na Tajwanie oraz w kontynentalnej Azji – od południowo-wschodniej Rosji przez Chiny po Mjanmę, Tajlandię, Wietnam i Indie. Jest motylem średniej wielkości, rozpiętość jego skrzydeł wynosi od 10 do 12 cm, przy czym większe rozmiary osobniki tego gatunku osiągają latem (w porównaniu z wiosną). Ubarwienie tych motyli jest zasadniczo czarne. Osobniki żeńskie mają czerwoną kropkę na tylnych skrzydełkach.

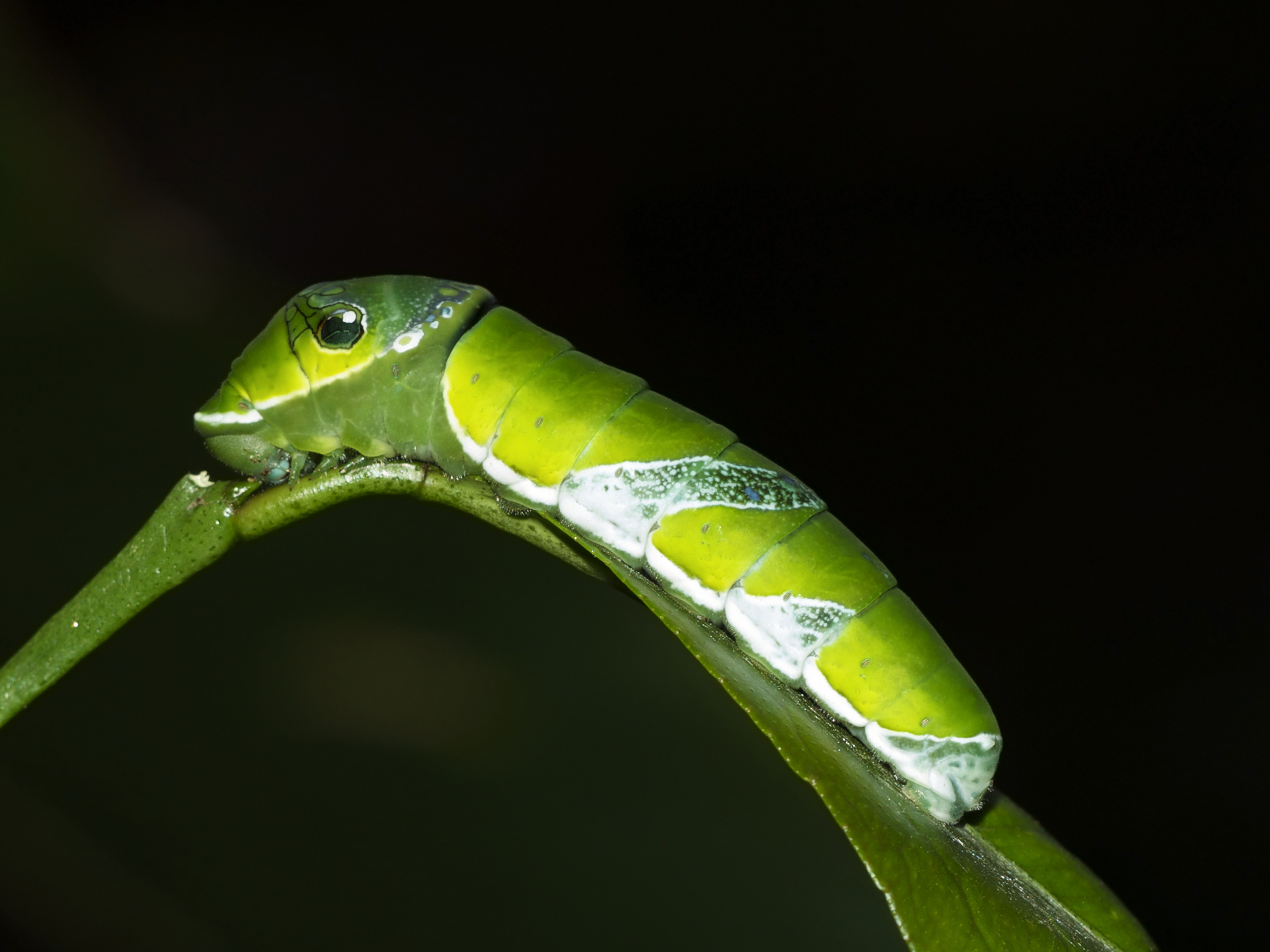
Gąsienica